# U.D.O.
U.D.O.（ユー・ディー・オー）は、ドイツ出身のヘヴィメタル・バンド。
元「アクセプト」のロックボーカリスト、ウド・ダークシュナイダーが主宰するグループとして知られる。また、アクセプト時代の楽曲をプレイする、自らの姓を冠した変名のバンド「Dirkschneider（ダークシュナイダー)」としても活動している。

## 経歴

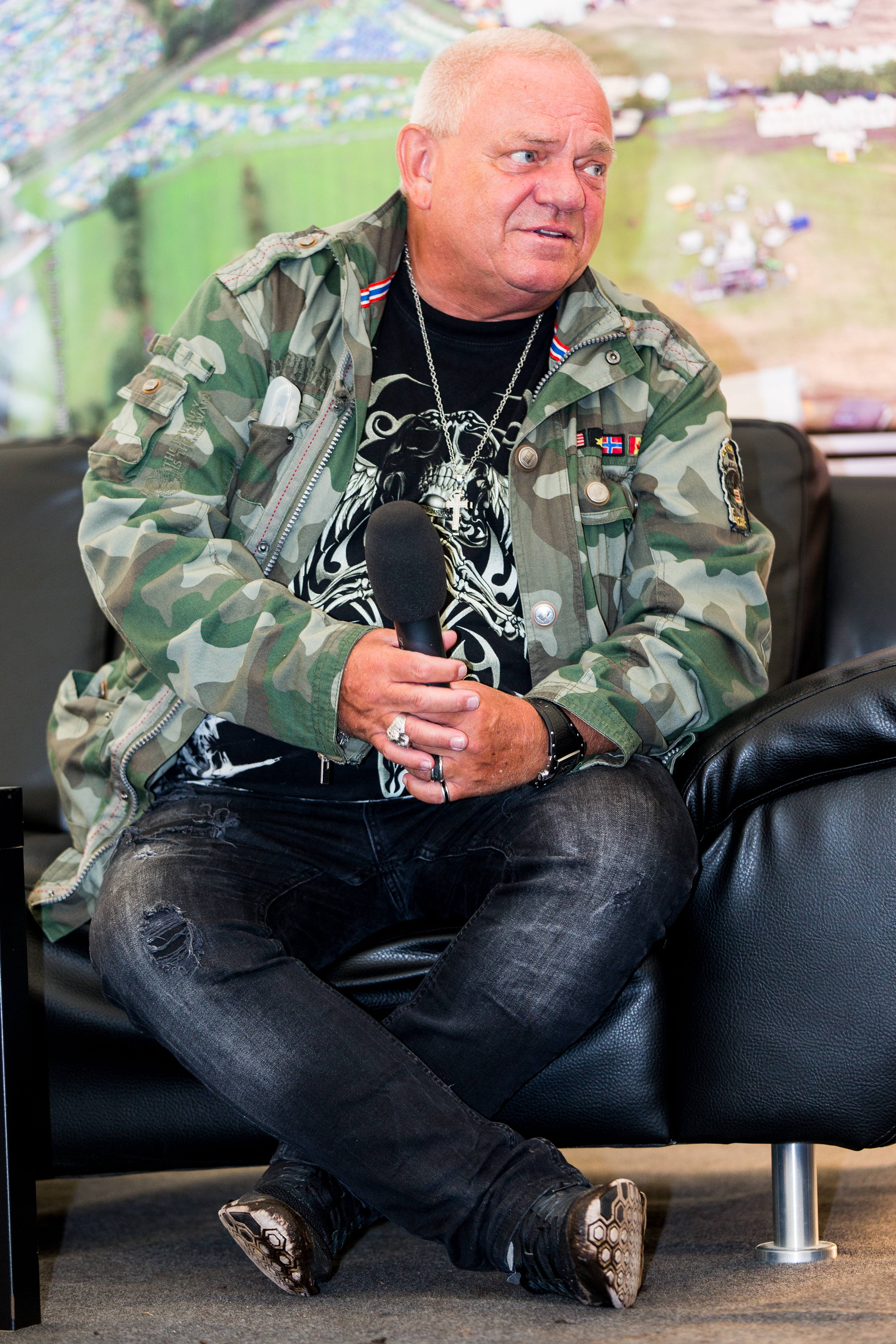
主宰ウド・ダークシュナイダー (2015年)

音楽的方向性の違いを理由に「アクセプト」を脱退したウド・ダークシュナイダーが、1987年に結成。ウド（Vo）、マティアス・ディート（G/元SINNER）、ピーター・ツィゲッティ（G/元WARLOCK）、フランク・リッテル（B/元WARLOCK）、トーマス・フランク（Dr）のラインナップで始動し、同年に「アニマル・ハウス」でデビューする。このアルバムは全曲をアクセプト側が手掛けた（そのうち、LAY DOWN THE LAWはアクセプト自身のレコーディングによるもの）形で構成されており、当時のU.D.O.はまだバンドの形態ではなく、4人のミュージシャンを雇う形での出発となった。
アルバム発表後、幾度かのメンバーチェンジを経て、ウド、マティアス、アンディ・スーゼミール（G/元SINNER）、トーマス・シュムジンスキー（B/元DARXON）、ステファン・シュヴァルツマン（Dr/元RUNNING WILD他）のラインナップに落ち着き、バンドとして本格的に始動。1989年に2ndアルバム「MEAN MACHINE」を発表。
1990年、3rdアルバム「FACELESS WORLD」をリリース。重厚なヘヴィメタル然とした前2作とは変わって、キーボードを取り入れるなど”メロディ”を意識した楽曲も含まれており、かつてのアクセプトを彷彿させる作品となった。また、このアルバムではかつてのアクセプトのドラマーだったステファン・カウフマンが曲作りに参加しており、アルバムのプロデュースも手掛けている。
「FACELESS WORLD」レコーディング後、かねてから音楽面での方向性の相違を理由に脱退を表明していたアンディが抜け、後任に元DARXONのヴォラ・ボームを迎えてツアーを開始するが、早くも終了後に脱退してしまう。その後、前述のラインナップからアンディを除いた4人編成で、前作に引き続いてステファン・カウフマンのプロデュースの下、レコーディングを開始。1991年にスピードとパワーに徹底的にこだわった4thアルバム「TIMEBOMB」をリリースする。
アルバム発表を控えた1991年5月からは、元LIVING DEATHのフランク・フリケをサポート・ギタリストに迎えてツアーを開始するが、ツアー終了後の8月にウドがミュージシャンとしての引退を宣言。それに伴い、U.D.O.は解散。
1992年、ウドは引退宣言を撤回する形で再結成アクセプトに参加。ウド（Vo)、ウルフ・ホフマン（G）、ピーター・バルテス（B）、ステファン・カウフマン（Dr）の4人編成でアクセプトとしての活動を再開するが、全盛期の勢いを取り戻すことは叶わず、3枚のアルバムと1枚のライブアルバムを残して再解散に至る（後に2005年にハーマン・フランクを含んだツインギター編成で一時的に復活後、ヴォーカルにマーク・トーニロを迎え2009年に正式に再々結成。詳しくはアクセプトの項目を参照）。

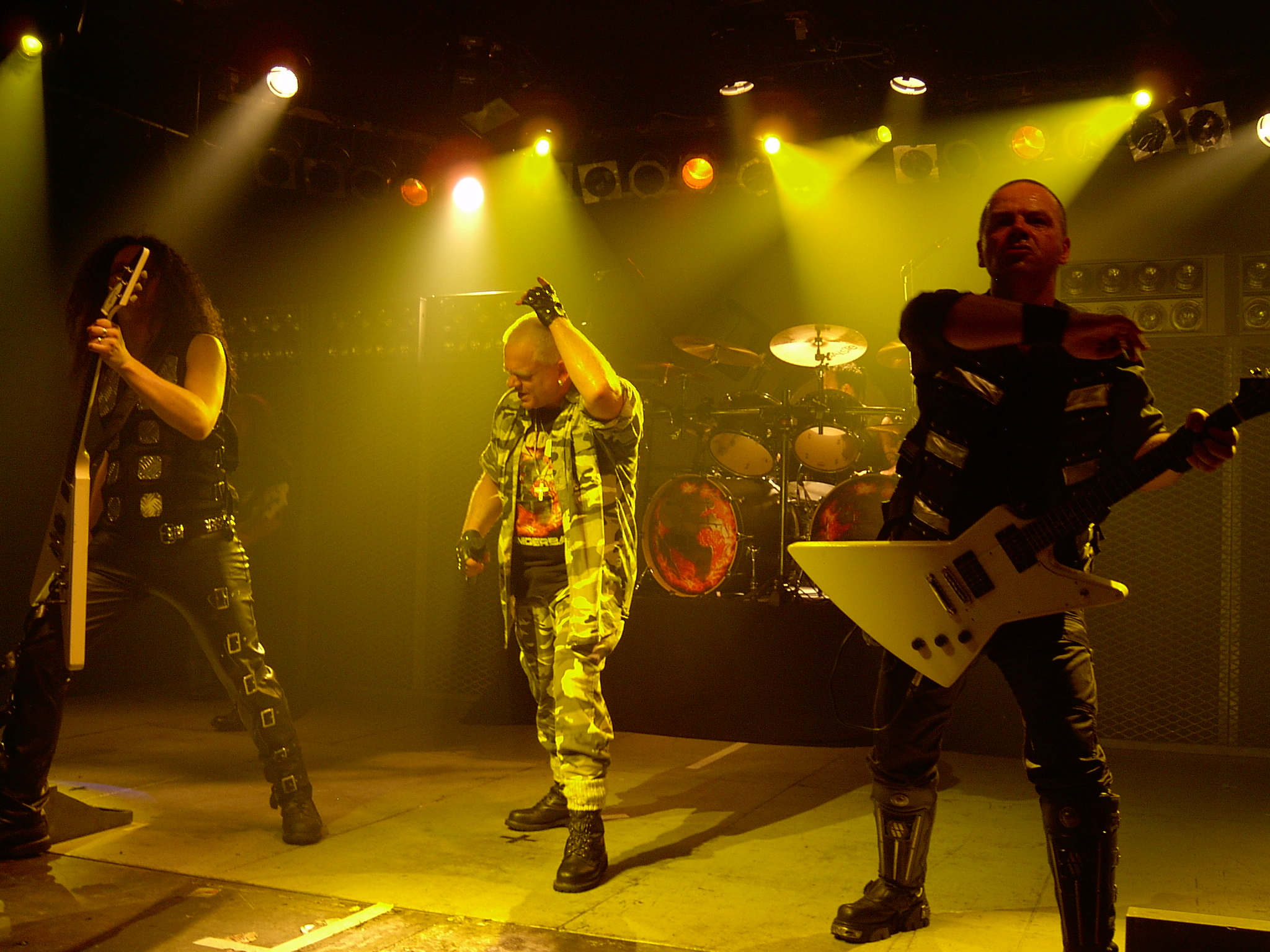
ドイツ・ニュルンベルク公演 - 右カウフマン（2004年5月）

1997年、ウドとステファン・カウフマンを中心にU.D.O.としての活動を再開（ステファンは背骨の損傷によりドラマーからギタリストに転向）。同年、通算5作目のアルバムとなる「SOLID」で復活を遂げる。以降、幾度かのメンバーチェンジを行いつつ、2015年にはウドの息子、スヴェン・ダークシュナイダーがドラマーとして加入した。
2016年からは、アクセプト時代の楽曲を歌う最後のスペシャル・ツアーと題して、ウドの姓を冠した変名バンド「Dirkschneider（ダークシュナイダー)」名義でツアーを開始。同年5月に来日公演も果たし、サイドプロジェクトとして定着した。
2018年、ステファン・カウフマンが、一時的なサポートメンバーとして6年ぶりに復帰。発表した16thアルバム『Steelfactory』には、カウフマンも楽曲を提供している。長年在籍したフィッティ・ヴィーンホルトが脱退。
2020年、母国のドイツ連邦軍音楽隊とコラボレーションした異色の企画アルバム『We Are One』を発表。元同僚であるカウフマンとピーター・バルテスも楽曲制作に協力し、本国のアルバムチャートでは高順位を記録した。
2022年9月、健康上の理由でティレン・ハドラップがライブから離脱。代役としてピーター・バルテスが参加する。
2023年4月、ピーター・バルテスが正式加入。

## スタイル
ウド自身は「アクセプトとの差別化がU.D.O.としての第一目標だった」と発言しており、アクセプトがより幅広いファンを狙ってソフトな路線へと進んでいくことに不満を覚えて脱退したウドの意向どおり、デビュー当時はコマーシャルな色合いを排除したパワフルなヘヴィメタルを展開していた。
3rdアルバムである「FACELESS WORLD」ではそれらとは若干毛色の異なりメロディアスな色合いが強くなっているが、これについてウドは「アルバム製作時にアクセプトが解散した事により、アクセプトのことを気にすることなく自由に曲を作ることが出来た」と発言しており、このアルバムによりアクセプト時代のファンも取り込みU.D.O.はいちバンドとして完全に独り立ちしたと言える。また、デビュー時から参加したマティアス・ディートもリード・ギタリストとしての才能を開花させ、続く4thアルバム「TIMEBOMB」でも抜群のギタープレイを見せ付けている。しかし1991年のU.D.O.活動停止後、マティアスはミュージシャンを引退してしまう（1997年の活動再開時、参加を要請されたが断っている）。

## メンバー
※2024年9月時点 

### 現ラインナップ
- ウド・ダークシュナイダー (Udo Dirkschneider) - ボーカル (1987年- )
- アンドレ・スミルノフ (Andrey Smirnov) - ギター (2013年- )
- ディー・ダマーズ (Dee Dammers) - ギター (2018年- )
- ピーター・バルテス (Peter Baltes) - ベース (2023年- )
- スヴェン・ダークシュナイダー (Sven Dirkschneider) - ドラムス (2015年- ) - ウドの息子[1]

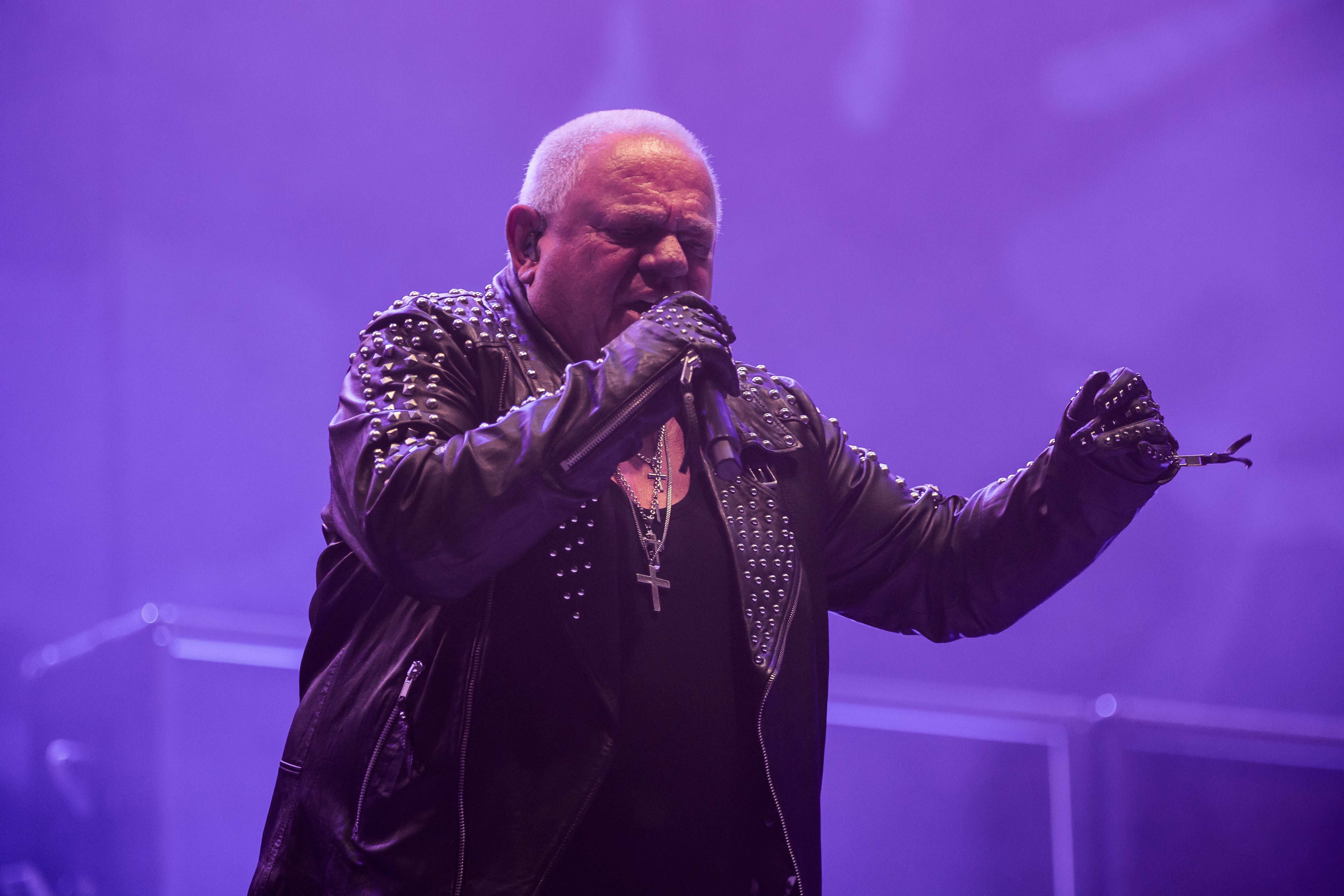
ウド・ダークシュナイダー(Vo) 2024年
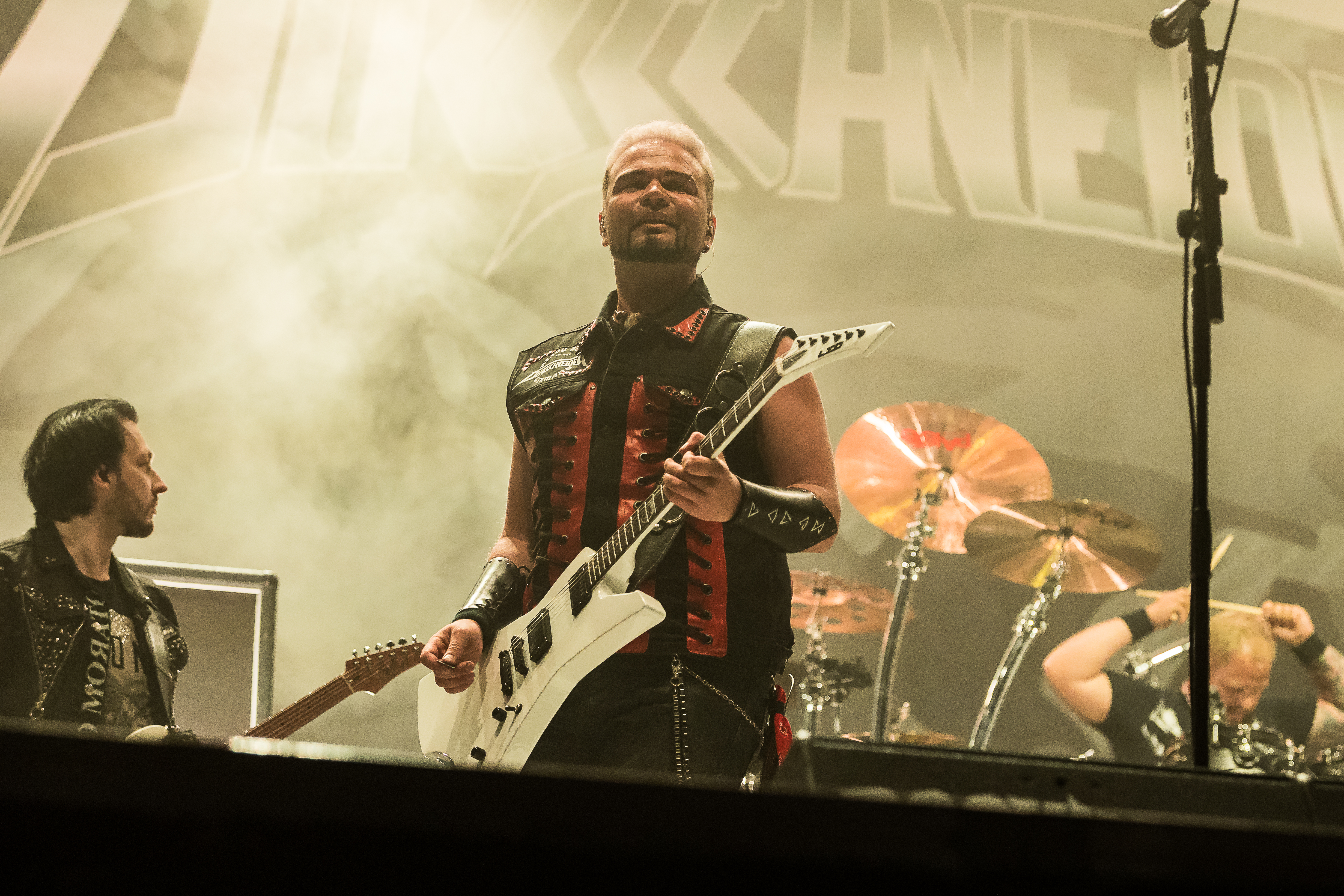
アンドレ・スミルノフ(G) 2024年
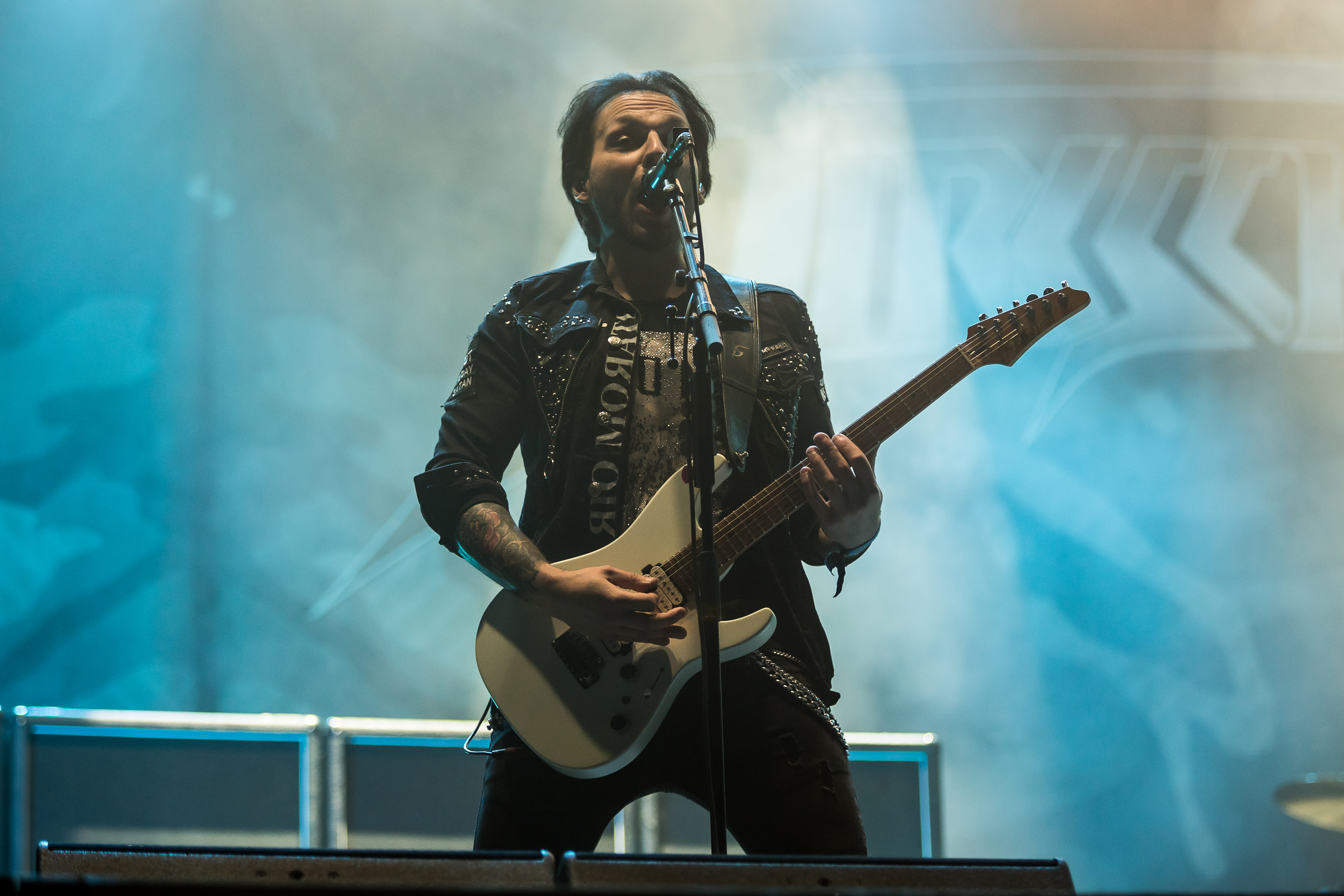
ディー・ダマーズ(G) 2024年
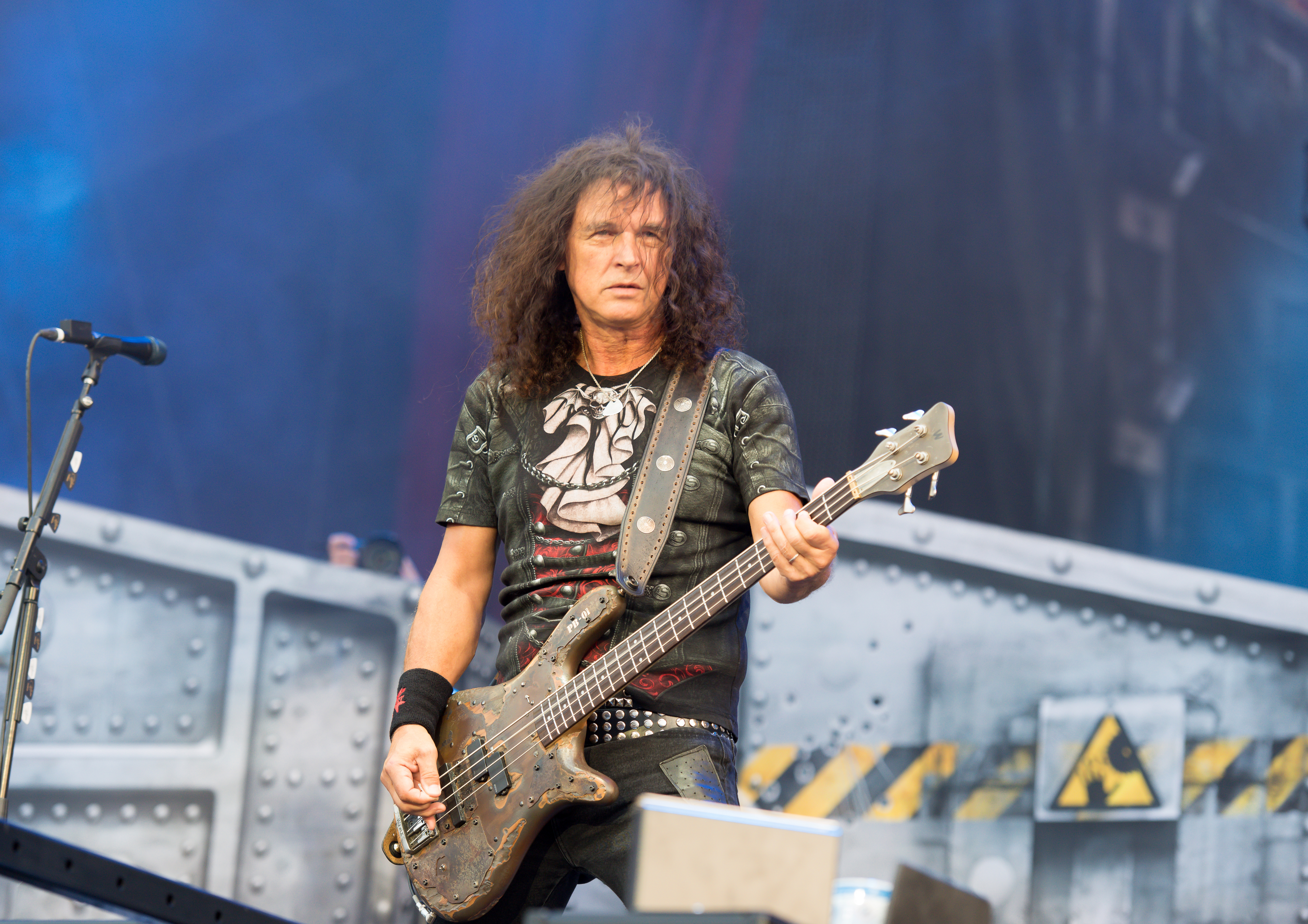
ピーター・バルテス(B) 2017年
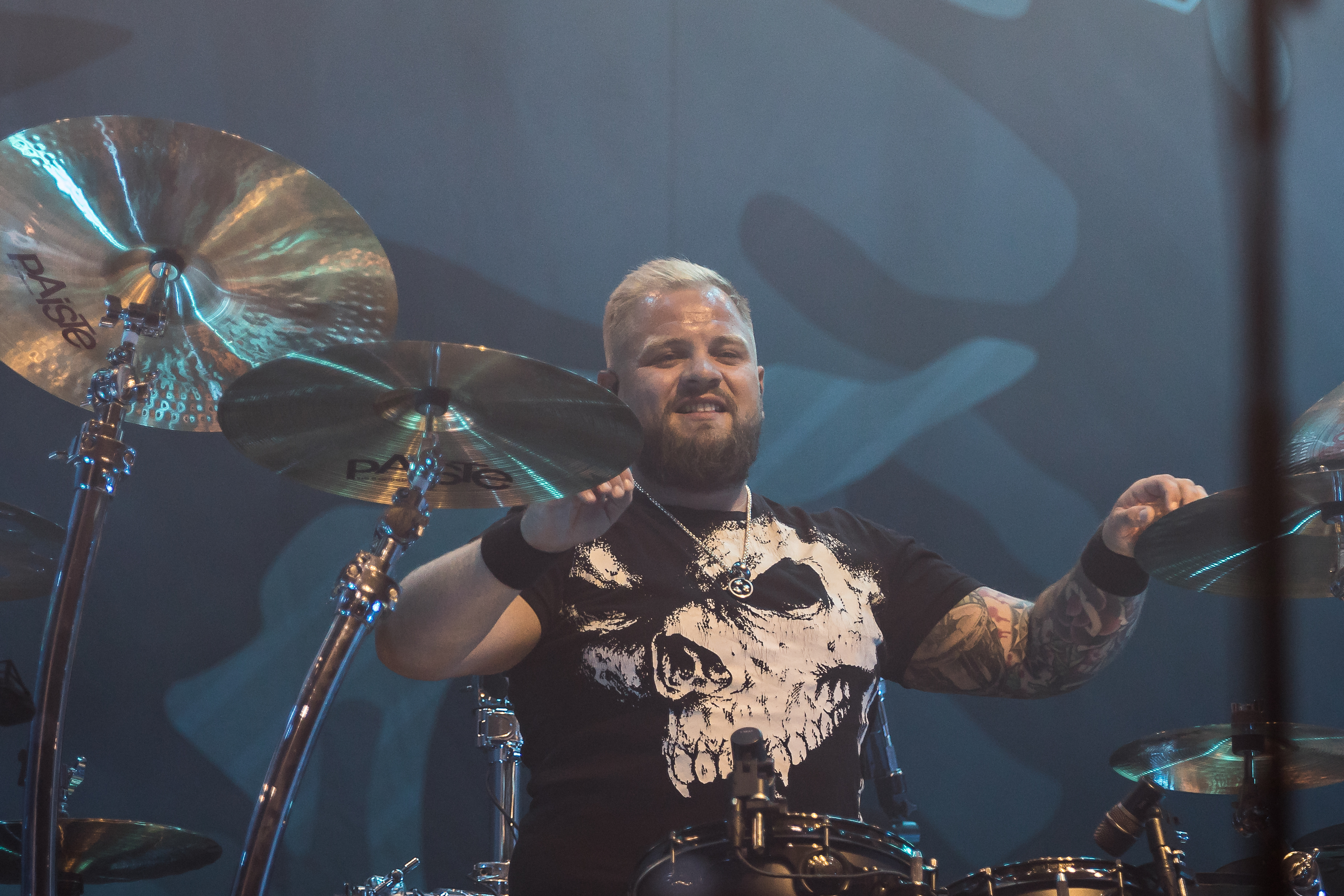
スヴェン・ダークシュナイダー(Ds) 2024年

### 旧メンバー
- ピーター・ツィゲッティ (Peter Szigeti) - ギター (1987年)
- フランク・リッテル (Frank Rittel) - ベース (1987年)
- マティアス・ディート (Mathias Dieth) - ギター (1987年-1991年, 1997年)
- アンディ・スーゼミール (Andy Susemihl) - ギター (1987年-1990年, 1991年)
- ディーター・ルーバッハ (Dieter Rubach) - ベース (1987年-1989年)
- トーマス・フランク (Thomas Franke) - ドラムス (1987年-1989年)
- トーマス・スムジンスキー (Thomas Smuszynski) - ベース (1988年-1991年)
- ステファン・シュワルツマン (Stefan Schwarzmann) - ドラムス (1988年-1991年, 1997年-1999年)
- ヴォラ・ボーム (Wolla Bohm) - ギター (1990年)
- フランク・フリケ (Frank Fricke) - ギター (1991年-1992年)
- ステファン・カウフマン (Stefan Kaufmann) - ギター (1997年-2012年, サポート2018年)
- フィッティ・ヴィーンホルト (Fitty Wienhold) - ベース (1997年-2018年)
- ヨルグ・フィッシャー (Jorg Fisher) - ギター (1997年)
- ユルゲン・グラフ (Jurgen Graf) - ギター (1997年-1999年)
- イゴール・ギアノラ (Igor Gianola) - ギター (1999年-2013年) - 兼コーラス
- ロレンゾ・ミラニ (Lorenzo Milani) - ドラムス (2000年-2004年)
- フランチェスコ・ジョヴィーノ (Francesco Jovino) - ドラムス (2004年-2014年)
- カスペリ・ヘイッキネン (Kasperi Heikkinen) - ギター (2013年- 2017年)
- ビル・ハドソン (Bill Hudson) - ギター (2017年-2018年)
- ティレン・ハドラップ (Tilen Hudrap) - ベース (2018年-2022年)

## ディスコグラフィー

### スタジオアルバム
- 『アニマル・ハウス』Animal House (1987)
- 『ミーン・マシーン』Mean Machine (1989)
- 『フェイスレス・ワールド』Faceless World (1990)
- 『タイムボム』Timebomb (1991)
- 『ソリッド』Solid (1997)
- 『ノー・リミッツ』No Limits (1998)
- 『ホーリー』Holy (1999)
- 『マン・アンド・マシーン』Man And Machine (2002)
- 『サンダーボール』Thunderball (2004)
- 『ミッション・ナンバー・エックス』Mission No.X (2005)
- 『マスタークトー』Mastercutor (2007)
- 『ドミネーター』Dominator (2009)
- 『レヴラプター』Rev-Raptor (2011)
- 『スティールハマー』Steelhammer (2013)
- 『デカダント』Decadent (2015)[9]
- 『スティールファクトリー』Steelfactory (2018)
- 『ゲーム・オーバー』Game Over (2021)
- 『タッチダウン』Touchdown（2023）

企画
- 『ウィー・アー・ワン』We Are One (2020) - ドイツ連邦軍音楽隊との連名作品

### ライブアルバム
- Live from Russia (2001)
- Nailed to Metal – The Missing Tracks (2003)
- Mastercutor Alive (2008)
- Live in Sofia (2011)
- Steelhammer - Live from Moscow (2014)[10]Live - Back to the *Live - Back to the Roots - Accepted! (2016) - DIRKSCHNEIDER名義
- Live In Bulgaria 2020 - Pandemic Survival Show (2021)

### コンピレーション
- Best Of (1999)
- Metalized-20 Years Of Metal (2007)
- Best Of & Live (2009)
- Celebrator (2012)